# Liste des choix de repêchages des Thrashers d'Atlanta
Cette liste contient tous les joueurs de hockey sur glace ayant été repêchés par les Trashers d'Atlanta, franchise de la Ligue nationale de hockey. Les joueurs listés ci-dessus n'ont pas obligatoirement joué un match sous le maillot de l'équipe.
Elle regroupe les joueurs depuis le Repêchage de 1999 organisé par la LNH en 1998-1999, jusqu'au Repêchage de 2010,. Les joueurs sont classés par année de repêchage. Les deux premières colonnes donnent le rang et le tour duquel le joueur a été repêché suivis de son nom, de sa nationalité et de sa position de jeu.

## Les repêchages d'entrée

### 1999
| No  | Tour | Nom               | Nationalité        | Position       |
| --- | ---- | ----------------- | ------------------ | -------------- |
| 1   | 1er  | Patrik Štefan     | République tchèque | Centre         |
| 30  | 2e   | Luke Sellars      | Canada             | Défenseur      |
| 68  | 3e   | Zdeněk Blatný     | République tchèque | Ailier gauche  |
| 98  | 4e   | David Kaczowka    | Canada             | Ailier gauche  |
| 99  | 4e   | Rob Zepp          | Canada             | Gardien de but |
| 128 | 5e   | Derek MacKenzie   | Canada             | Centre         |
| 159 | 6e   | Iouri Dobrychkine | Russie             | Ailier droit   |
| 188 | 7e   | Stephen Baby      | États-Unis         | Ailier droit   |
| 217 | 8e   | Garnet Exelby     | Canada             | Défenseur      |
| 245 | 9e   | Tommi Santala     | Finlande           | Ailier droit   |
| 246 | 9e   | Ray DiLauro       | États-Unis         | Défenseur      |

### 2000
| No  | Tour | Nom             | Nationalité        | Position       |
| --- | ---- | --------------- | ------------------ | -------------- |
| 2   | 1er  | Dany Heatley    | Canada             | Ailier droit   |
| 31  | 2e   | Ilia Nikouline  | Russie             | Défenseur      |
| 42  | 2e   | Libor Ustrnul   | République tchèque | Défenseur      |
| 107 | 4e   | Carl Mallette   | Canada             | Centre         |
| 108 | 4e   | Blake Robson    | Canada             | Centre         |
| 147 | 5e   | Matthew McRae   | Canada             | Centre         |
| 168 | 6e   | Zdeněk Šmíd     | République tchèque | Gardien de but |
| 178 | 6e   | Jeff Dwyer      | États-Unis         | Défenseur      |
| 180 | 6e   | Darcy Hordichuk | Canada             | Ailier gauche  |
| 230 | 8e   | Samu Isosalo    | Finlande           | Ailier droit   |
| 242 | 8e   | Evan Nielsen    | États-Unis         | Défenseur      |
| 244 | 8e   | Eric Bowen      | États-Unis         | Ailier droit   |
| 288 | 9e   | Mark McRae      | Canada             | Défenseur      |
| 290 | 9e   | Simon Gamache   | Canada             | Centre         |

### 2001
| No  | Tour | Nom                | Nationalité        | Position       |
| --- | ---- | ------------------ | ------------------ | -------------- |
| 1   | 1er  | Ilia Kovaltchouk   | Russie             | Ailier gauche  |
| 80  | 3e   | Michael Garnett    | Canada             | Gardien de but |
| 100 | 4e   | Brian Sipotz       | États-Unis         | Défenseur      |
| 112 | 4e   | Milan Gajic        | Canada             | Centre         |
| 135 | 5e   | Colin Stuart       | États-Unis         | Centre         |
| 189 | 6e   | Pasi Nurminen      | Finlande           | Gardien de but |
| 199 | 7e   | Matt Suderman      | Canada             | Défenseur      |
| 201 | 7e   | Colin Fitzrandolph | États-Unis         | Centre         |
| 262 | 9e   | Mario Cartelli     | République tchèque | Défenseur      |

### 2002
| No  | Tour | Nom             | Nationalité | Position       |
| --- | ---- | --------------- | ----------- | -------------- |
| 2   | 1er  | Kari Lehtonen   | Finlande    | Gardien de but |
| 30  | 1er  | Jim Slater      | États-Unis  | Centre         |
| 116 | 4e   | Patrick Dwyer   | États-Unis  | Ailier droit   |
| 124 | 4e   | Lane Manson     | Canada      | Défenseur      |
| 144 | 5e   | Paul Flache     | Canada      | Défenseur      |
| 167 | 6e   | Brad Schell     | Canada      | Centre         |
| 198 | 7e   | Nathan Oystrick | Canada      | Défenseur      |
| 230 | 8e   | Colton Fretter  | Canada      | Centre         |
| 236 | 8e   | Tyler Boldt     | Canada      | Défenseur      |
| 257 | 8e   | Pauli Levokari  | Finlande    | Défenseur      |

### 2003
| No  | Tour | Nom                | Nationalité | Position      |
| --- | ---- | ------------------ | ----------- | ------------- |
| 8   | 1er  | Braydon Coburn     | Canada      | Défenseur     |
| 110 | 4e   | James Sharrow      | États-Unis  | Défenseur     |
| 116 | 4e   | Guillaume Desbiens | Canada      | Ailier droit  |
| 136 | 4e   | Michael Vannelli   | États-Unis  | Défenseur     |
| 145 | 5e   | Brett Sterling     | États-Unis  | Ailier gauche |
| 175 | 6e   | Mike Hamilton      | Canada      | Attaquant     |
| 203 | 7e   | Denis Loguinov     | Russie      | Centre        |
| 239 | 8e   | Tobias Enström     | Suède       | Défenseur     |
| 269 | 9e   | Rylan Kaip         | Canada      | Attaquant     |

### 2004
| No  | Tour | Nom              | Nationalité | Position       |
| --- | ---- | ---------------- | ----------- | -------------- |
| 10  | 1er  | Boris Valábik    | Slovaquie   | Défenseur      |
| 40  | 2e   | Grant Lewis      | États-Unis  | Défenseur      |
| 76  | 3e   | Scott Lehman     | Canada      | Défenseur      |
| 106 | 4e   | Chad Painchaud   | Canada      | Ailier gauche  |
| 142 | 5e   | Juraj Gráčik     | Slovaquie   | Ailier gauche  |
| 186 | 6e   | Dan Turple       | Canada      | Gardien de but |
| 204 | 7e   | Miikka Tuomainen | Finlande    | Ailier droit   |
| 237 | 8e   | Mitch Carefoot   | Canada      | Centre         |
| 270 | 9e   | Matthew Siddall  | Canada      | Ailier droit   |

### 2005
| No  | Tour | Nom             | Nationalité        | Position       |
| --- | ---- | --------------- | ------------------ | -------------- |
| 16  | 1er  | Alex Bourret    | Canada             | Ailier droit   |
| 41  | 2e   | Ondřej Pavelec  | République tchèque | Gardien de but |
| 49  | 2e   | Chad Denny      | Canada             | Défenseur      |
| 53  | 2e   | Andrew Kozek    | Canada             | Ailier gauche  |
| 116 | 4e   | Jordan LaVallée | États-Unis         | Ailier gauche  |
| 135 | 5e   | Tomáš Pospíšil  | République tchèque | Ailier droit   |
| 187 | 6e   | Andreï Zoubarev | Russie             | Défenseur      |
| 207 | 7e   | Myles Stoesz    | Canada             | Défenseur      |

### 2006
| No  | Tour | Nom             | Nationalité | Position       |
| --- | ---- | --------------- | ----------- | -------------- |
| 12  | 1er  | Bryan Little    | Canada      | Centre         |
| 43  | 2e   | Riley Holzapfel | Canada      | Centre         |
| 80  | 3e   | Michael Forney  | États-Unis  | Ailier gauche  |
| 135 | 5e   | Alex Kangas     | États-Unis  | Gardien de but |
| 165 | 6e   | Jonas Enlund    | Finlande    | Centre         |
| 195 | 7e   | Jesse Martin    | Canada      | Centre         |
| 200 | 7e   | Artūrs Kulda    | Lettonie    | Défenseur      |
| 210 | 7e   | Will O'Neill    | États-Unis  | Défenseur      |

### 2007
| No  | Tour | Nom              | Nationalité | Position     |
| --- | ---- | ---------------- | ----------- | ------------ |
| 67  | 3e   | Spencer Machacek | Canada      | Ailier droit |
| 115 | 4e   | Niklas Lucenius  | Finlande    | Centre       |
| 175 | 6e   | John Albert      | États-Unis  | Centre       |
| 205 | 7e   | Paul Postma      | Canada      | Défenseur    |

### 2008
| No  | Tour | Nom                   | Nationalité | Position       |
| --- | ---- | --------------------- | ----------- | -------------- |
| 3   | 1er  | Zach Bogosian         | États-Unis  | Défenseur      |
| 29  | 1er  | Daultan Leveillé      | Canada      | Centre         |
| 64  | 3e   | Danick Hudon-Paquette | Canada      | Ailier droit   |
| 94  | 4e   | Vinny Saponari        | États-Unis  | Ailier droit   |
| 124 | 5e   | Niklas Lasu           | Suède       | Ailier gauche  |
| 154 | 6e   | Christopher Carrozzi  | Canada      | Gardien de but |
| 184 | 7e   | Zach Redmond          | États-Unis  | Défenseur      |

### 2009
| No  | Tour | Nom                   | Nationalité | Position       |
| --- | ---- | --------------------- | ----------- | -------------- |
| 4   | 1er  | Evander Kane          | Canada      | Centre         |
| 34  | 2e   | Carl Klingberg        | Suède       | Ailier gauche  |
| 45  | 2e   | Jeremy Morin          | États-Unis  | Ailier gauche  |
| 117 | 4e   | Edward Pasquale       | Canada      | Gardien de but |
| 120 | 4e   | Ben Chiarot           | Canada      | Défenseur      |
| 125 | 5e   | Cody Sol              | Canada      | Défenseur      |
| 155 | 6e   | Jimmy Bubnick         | Canada      | Centre         |
| 185 | 7e   | Levko Koper           | Canada      | Ailier gauche  |
| 203 | 7e   | Jordan Samuels-Thomas | États-Unis  | Ailier gauche  |

### 2010
| No  | Tour | Nom                         | Nationalité | Position       |
| --- | ---- | --------------------------- | ----------- | -------------- |
| 8   | 1er  | Aleksandr Bourmistrov       | Russie      | Centre         |
| 87  | 3e   | Julian Melchiori            | Canada      | Défenseur      |
| 101 | 4e   | Ivan Teleguine              | Russie      | Ailier gauche  |
| 128 | 5e   | Frederik Pettersson-Wentzel | Suède       | Gardien de but |
| 150 | 5e   | Yasin Cissé                 | Canada      | Ailier droit   |
| 155 | 6e   | Kendall McFaull             | Canada      | Défenseur      |
| 160 | 6e   | Tanner Lane                 | États-Unis  | Centre         |
| 169 | 6e   | Sebastian Owuya             | Suède       | Défenseur      |
| 199 | 7e   | Peter Stoykewych            | Canada      | Défenseur      |